# Хмелівець
Хмелівець — колишнє село в Україні, Тростянецькому районі Сумської області. Підпорядковувалось Мартинівській сільській раді. 1984 року населення становило блізько 50 осіб ,2001-го — 7. Знаходиться на висоті 185 метрів над рівнем моря.

## Історичні відомості
За даними на 1864 рік на казеному хуторі Олешанської волості Лебединського повіту Харківської губернії мешкало 388 осіб (190 чоловічої статі та 198 — жіночої), налічувалось 57 дворових господарств.
Знято з обліку 15 травня 2009 року рішенням Сумської обласної ради.